# Moinhos de Vento
Moinhos de Vento es un barrio de clase alta de la ciudad de Porto Alegre, Brasil. Fue creado por la Ley 2,022 del 7 de diciembre de 1959.

## Historia

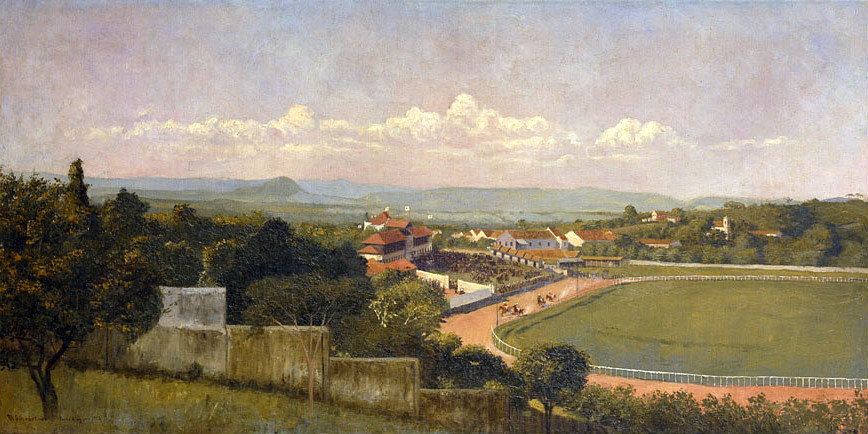
El Prado de Porto Alegre (1922), de Pedro Weingärtner.

El barrio de Moinhos de Vento (en español: "Molinos de Viento") debe su nombre al Camino de los Molinos de Viento (que, a partir de 1939, pasó a llamarse Rúa Vinte e Quatro de Outubro), que contaba con molinos traídos por las familias azorianas que se instalaron allí y plantaban y molían trigo.
El crecimiento del barrio fue impulsado en 1893 con la implantación por la Companhia Carris de la línea del tranvía Indepêndencia. La apertura del Prado Independencia en 1894 fue otro factor que contribuyó al progreso del barrio. En 1959, el prado se trasladó al barrio Cristal y pasó a llamarse Hipódromo do Cristal. De igual manera, el traslado del antiguo estadio que ocupó el Grêmio Foot-Ball Porto Alegrense hasta 1954 cuando se convirtió en el actual parque Moinhos de Vento (el «Parcão»), que se convirtió en la mayor atracción de la zona.
La construcción de la Hidráulica Moinhos de Vento, en 1904, propició la apertura de varias calles en sus alrededores.
En el límite con el barrio Independência, se inauguró en 1927 el Hospital Alemán que, a partir de 1942, debido a la Segunda Guerra Mundial y al rechazo al nazismo, pasó a llamarse Hospital Moinhos de Vento.
De 1961 a 1994, Moinhos de Vento tuvo un «cine de calle» llamado «Cine Coral», creado originalmente como «Cine Moinhos de Vento». Este espacio funcionó en la planta baja de un edificio de la rúa Vinte e Quatro de Outubro, frente al Parcão, hasta el día en que cerró sus puertas debido a la competencia con los centros comerciales. En julio de 2012, hubo una movilización de decenas de personas interesadas en revitalizar el espacio del antiguo Cine Coral y crear un teatro o un centro cultural para el barrio.

## Características actuales

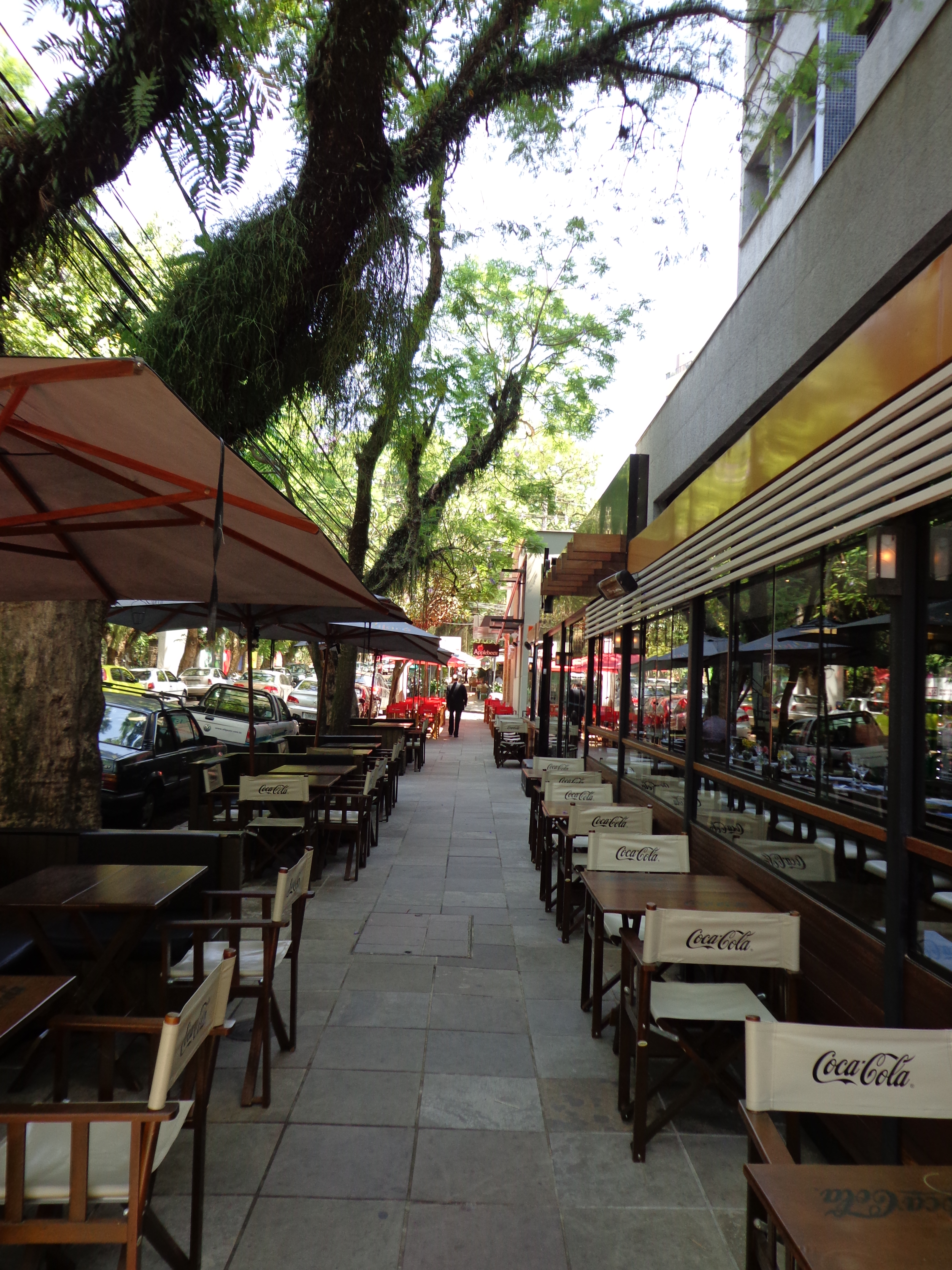
El «Paseo de la Fama» de día

Considerado un barrio de lujo, se ha visto muy modificado en los últimos años por la construcción de numerosos edificios residenciales y la gran expansión del comercio. Precisamente por su atractivo para la inversión, existen debates sobre la conservación de las antiguas mansiones del barrio y su sustitución por edificios más modernos.
A principios de la década de 2000, se construyó un centro comercial que lleva el nombre del barrio, el Moinhos Shopping, integrado en el primer hotel internacional de cinco estrellas de la ciudad, el Sheraton Hotel Porto Alegre. Aunque pequeño en comparación con otros centros comerciales, alberga más de un centenar de tiendas, muchas de alta gama, repartidas en cuatro plantas, así como cuatro niveles subterráneos de aparcamiento. En marzo de 2012, el terreno para el centro comercial y el hotel fue adquirido por el Grupo Zaffari por 220 millones de reales.
Al igual que otras calles de la ciudad, las de Moinhos de Vento suelen estar muy arboladas, y algunas de ellas caen bajo los preceptos de la «Ley de los Túneles Verdes», creada para proteger las calles de esta categoría.
En Moinhos de Vento también se encuentran la avenida Goethe y la rúa Fernando Gomes, conocida como «Calçada da Fama» (en español: paseo de la Fama). En ambas se concentran las atracciones nocturnas de Porto Alegre, como bares y restaurantes. Otra calle de moda en el barrio es la rúa Padre Chagas con varios bares, restaurantes y tiendas de marcas de lujo.
Inaugurado en 1972, el parque Moinhos de Vento, conocido popularmente como el «Parcão», es popular para hacer ejercicio, además de ser escenario de diversas atracciones culturales. Junto al lago del parque se encuentra una réplica de un molino de viento azoriano, que alberga una biblioteca infantil. Según el  censo IBGE de 2010, Moinhos de Vento es el barrio que concentra el mayor número de ancianoss de la ciudad: alrededor del 26,9 % de sus residentes responden a este perfil.

## Coste de la vida

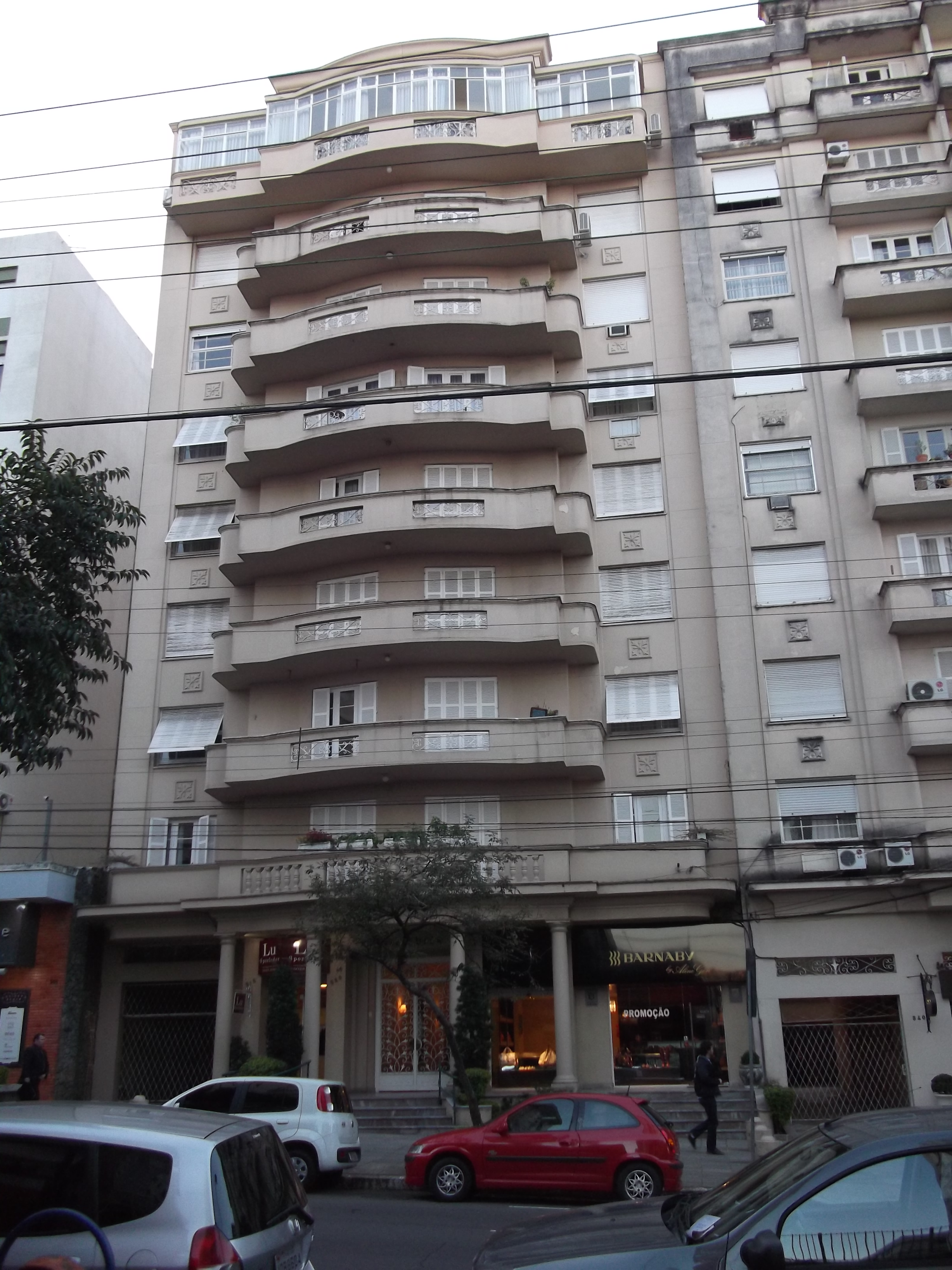
Edificio residencial en la calle Vinte e Quatro de Outubro

Una encuesta realizada por Exame/IBOPE en 2011 reveló que Moinhos de Vento es el barrio más caro de Porto Alegre. Según el estudio, los precios de los inmuebles en el barrio aumentaron considerablemente en comparación con el año anterior. El valor del metro cuadrado fue de 12.207 mil reales para las propiedades «nuevas» y de 14.065 reales para las «usadas».
En otro estudio, centrado en las calles más caras y valoradas de la ciudad, se constató que de las trece direcciones listadas, cinco correspondían a algunas calles de Moinhos de Vento. La primera era la rúa Marquês do Herval. Le siguió la rúa Dinarte Ribeiro que concentra algunos bares y cafeterías, entre otros negocios. Le seguía la rúa Engenheiro Álvaro Nunes Pereira, donde se encuentran los pisos más grandes de la capital, con más de 800 metros cuadrados de superficie. Las otras calles mencionadas fueron Santo Inácio, Barão de Santo Ângelo y Luciana de Abreu.